# Oxychilus anjana
Oxychilus anjana is een slakkensoort uit de familie van de Oxychilidae. De wetenschappelijke naam van de soort is voor het eerst geldig gepubliceerd in 1986 door Altonaga.